# 倉松落大口逆除
倉松落大口逆除（くらまつおとしおおぐちさかよけ）は、埼玉県を流れる旧倉松落に設けられた樋門。
1891年（明治24年）に水害を防ぐ目的で建設されたが、現在ではその役目を終えて春日部市市道の橋として利用されており、その形状から「めがね橋」と呼ばれている。

## 歴史
倉松川（旧倉松落）流域では江戸時代に新田開発が進められたが、利根川や荒川で洪水が発生する度に古利根川を経由して水が逆流、水田が水没することが何度もあったという。この逆流を防ぐため、江戸時代末期に木製の逆流防止樋門が設けられたものの、1890年（明治23年）の洪水で大破したため、翌1891年に新たな樋門が3ヶ月の突貫工事で建設された。工費として当時の金額で3,830円が投じられたが、地元からの寄付と地主への課金のほか不足分を県税から支出している。

## 規模と構造
- 幅 - 約11.1メートル
- 長さ - 約5.1メートル
- 煉瓦造・4連アーチ構造

埼玉県内に残る煉瓦造りの樋門としては最古とされ、2005年（平成17年）には社団法人土木学会の土木学会選奨土木遺産に、また2007年には「春日部市の赤煉瓦建造物」として経済産業省の近代化産業遺産にも選出された。
角出し部分の上部に水色の水道管が設置されていた時期があった。理由は不明だが撤去され、やや下流側に移設されている。
煉瓦造りの樋門が多く現存するのは全国でも埼玉県のみで、その中でも最古だったことから価値が認められ、2019年に埼玉県指定文化財に指定された。

## 参考画像

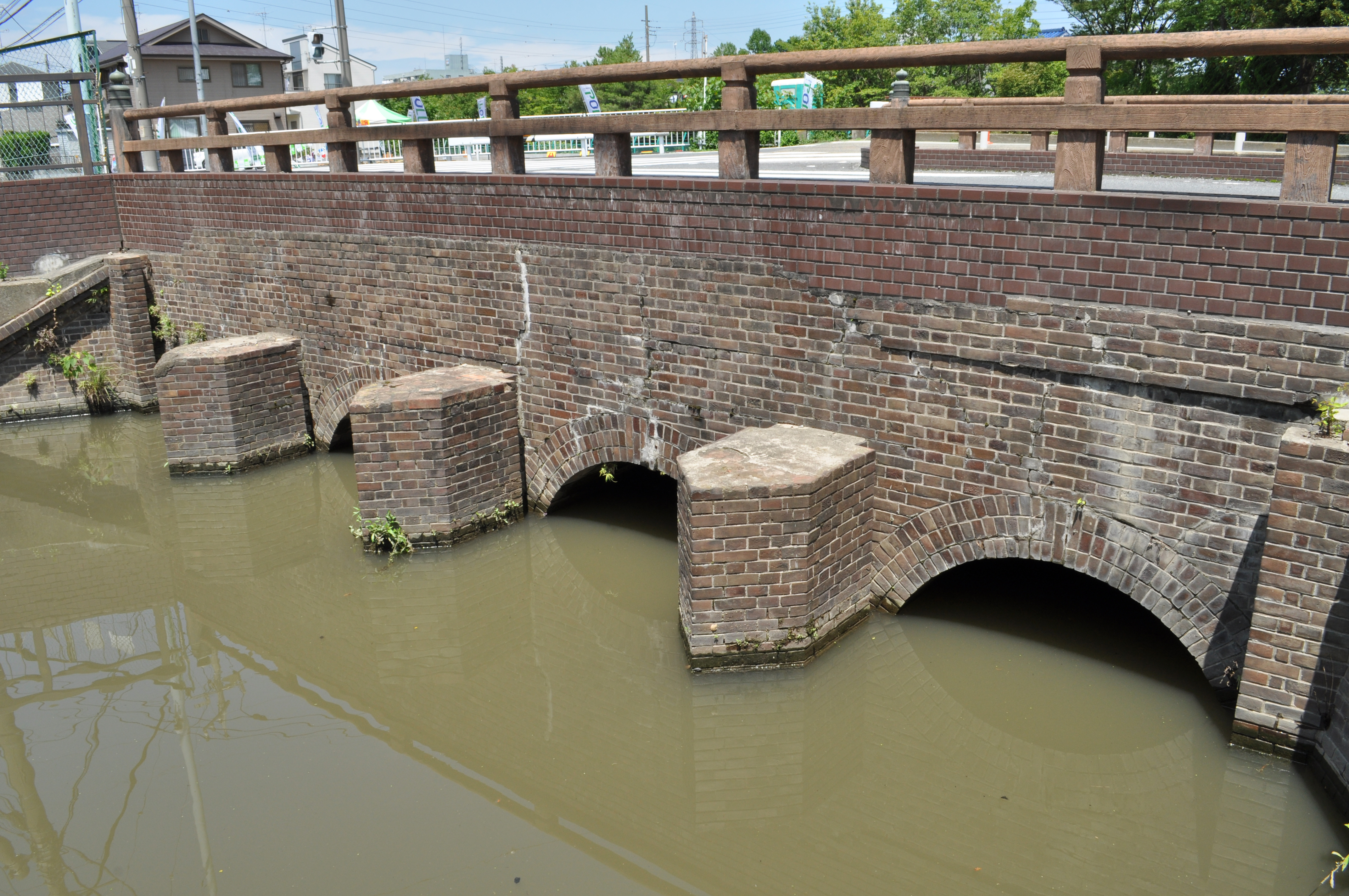
松伏溜井の湛水による増水時の様子
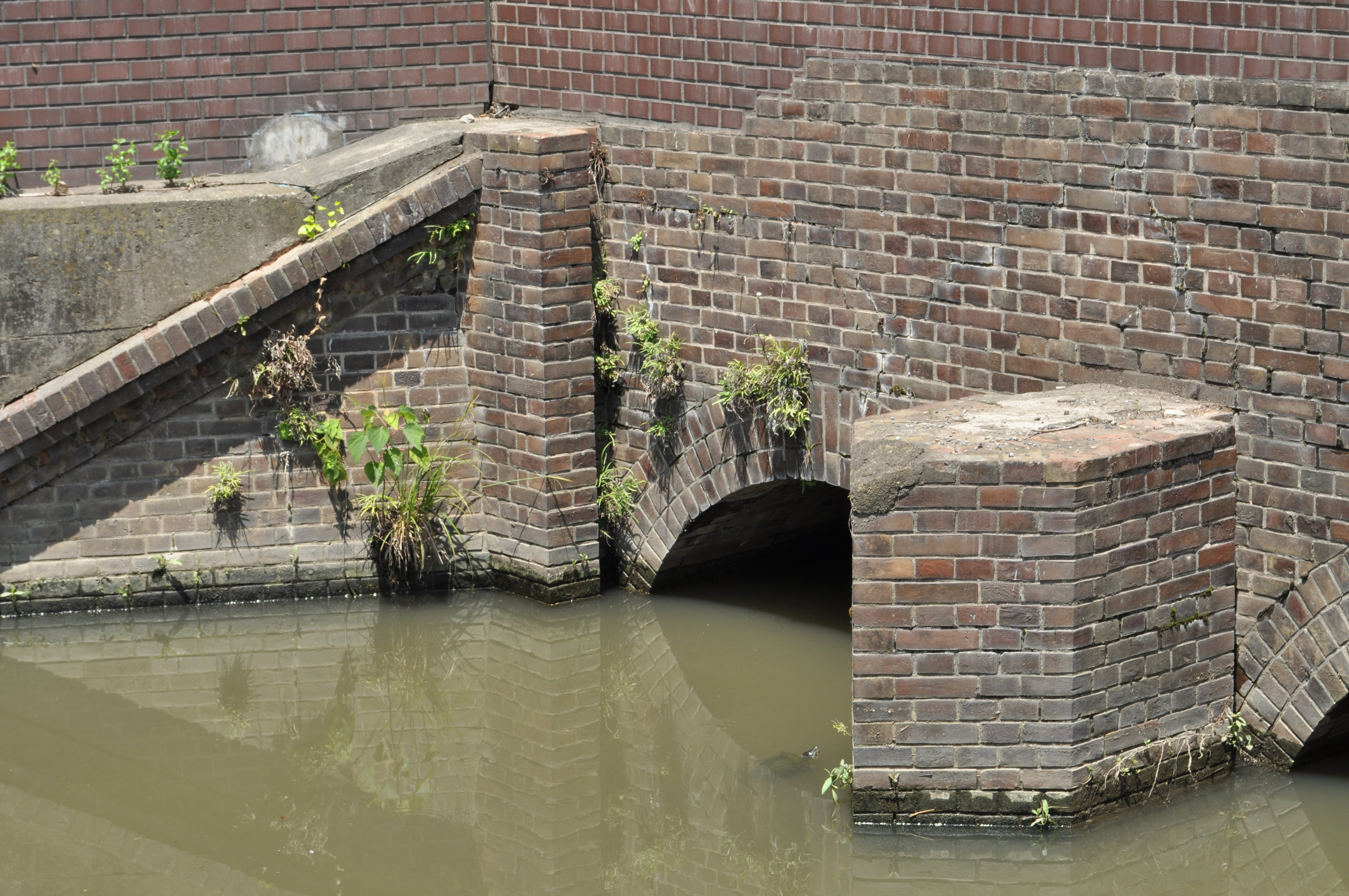
戸当りや角出し部分の造形